# Diclidophlebia pilosa
Diclidophlebia pilosa är en insektsart som beskrevs av Burckhardt, Altnt och Ouvrard 2006. Diclidophlebia pilosa ingår i släktet Diclidophlebia och familjen rundbladloppor. Inga underarter finns listade i Catalogue of Life.